# 결혼기념일
결혼기념일(結婚記念日)은 결혼식을 올린 날을 기념하기 위해서 부부 사이가 정한 기념일이다. 한국과 중국에서는 전통적으로 음력으로 따지지만 현대에 와서는 양력으로 따지는 경우가 많다. 결혼한지 50주년을 금혼식(golden wedding)으로 부른다. 서양에서 결혼 1주년을 맞아 기념하는 의식은 지혼식(紙婚式, paper wedding)이라고 부른다.